# Neufvillage
Neufvillage là một xã trong vùng hành chính lorraine, thuộc tỉnh Moselle, quận Château-Salins, tổng Albestroff. Tọa độ địa lý của xã là 48° 56' vĩ độ bắc, 06° 46' kinh độ đông. Neufvillage nằm trên độ cao trung bình là 225 mét trên mực nước biển, có điểm thấp nhất là 220 mét và điểm cao nhất là 233 mét. Xã có diện tích 0,61 km², dân số vào thời điểm 1999 là 50 người; mật độ dân số là 82 người/km². Neufvillage nằm 3 km đông bắc của Bénestroff.